# Marcel Großkreutz
Marcel Großkreutz (* 5. September 1985 in Dortmund) ist ein deutscher Fußballspieler.

## Karriere
Marcel Großkreutz spielte in der Jugend für die Dortmunder Vereine VfR Sölde, TSC Eintracht und SG Phönix Eving. 2005 wechselte er schließlich zur ebenfalls dort beheimateten Borussia. Hier wurde er in der zweiten Mannschaft eingesetzt, wodurch er nach deren Aufstieg 2009 in die 3. Liga am 25. Juli 2009 seinen ersten Profieinsatz bestritt, als er in der 61. Minute für Christian Eggert bei der 3:4-Auftaktniederlage bei Wacker Burghausen beim Stand von 0:1 aus Dortmunder Sicht eingewechselt wurde. Seinen ersten Treffer als Profi erzielte er am 20. März 2010 beim 2:0-Erfolg der Zweitvertretung des BVB beim Wuppertaler SV Borussia. Insgesamt pendelte er in dieser Spielklasse zwischen regelmäßigen Einsätzen von der Bank aus und Einsätzen in der Startaufstellung. So kam er auf 21 Partien, in denen er ein Tor schoss, aber mit seinem Team als Tabellen-18. wieder abstieg.
Wenige Tage nach Saisonende unterschrieb Großkreutz einen bis zum Sommer 2012 datierten Vertrag bei Rot-Weiss Essen, wo er in der Regionalliga spielen sollte. Nachdem den Essenern allerdings die Lizenz verweigert worden war, verlor der Kontrakt seine Gültigkeit und Großkreutz wurde vom Wuppertaler SV Borussia verpflichtet, der gemeinsam mit Borussia Dortmund II aus der 3. Liga in die Regionalliga abgestiegen war. Auch dort unterschrieb er bis 2012.
In Wuppertal füllte er ebenfalls die Rolle als Ergänzungsspieler aus. In seinen 19 Einsätzen kam er zumeist von der Bank aufs Feld, spielte jedoch die letzten fünf Partien komplett durch. Daraufhin verließ er das Team vorzeitig und wechselte zurück in seine Heimatstadt zum Westfalenligisten ASC 09 Dortmund aus dem Stadtteil Aplerbeck. Großkreutz entschied sich mit diesem Schritt gegen eine Fortsetzung seiner Fußballkarriere und stattdessen für eine Laufbahn in seinem erlernten Beruf als Bürokaufmann. 2013 wurde er Spielertrainer beim in der Kreisliga A spielenden  VfL Kemminghausen, der in kurzer Zeit bis in die Fußball-Landesliga Westfalen aufstieg. Am 1. Juli 2016 wechselte er in die Staffel 2 der Westfalenliga zu Westfalia Wickede.

## Familie
Marcel Großkreutz ist Cousin von Kevin Großkreutz, der ebenfalls Fußballspieler ist.